# Hohes Aderl
Hohes Aderl (3506 m n. m.) je hora ve Vysokých Taurách v Rakousku. Nachází se ve skupině Venedigeru na území spolkové země Tyrolsko. Leží v hřebeni Hohes Gletscherdach mezi Großvenedigerem (3666 m) na severu a Rainerhornem (3559 m) na východě. Großvenediger je oddělen mělkým sedlem Hohes-Aderl-Scharte (3480 m), Rainerhorn je oddělen hlubším sedlem Rainertörl (3421 m). Jihozápadním směrem vybíhá z hory krátká rozsocha Hohe Ader zakončená kótou Schwarze Ader (2988 m). Na západních svazích Hohes Aderlu se nachází ledovec Dorferkees, na severovýchodních Oberer Keesboden a na jihovýchodních Inneres Mullwitzkees. Vzhledem k tomu, že hora má prominenci pouze 26 m, nebývá obvykle uznávána za samostatný vrchol.
Jako první zdolal Hohes Aderl v roce 1854 H. v. Acken. První zimní výstup podnikli 27. května 1892 R. Spannagel, J. Unterwurzacher a J. Ensmann.
Nejjednodušší cesta na vrchol vede ze sedla Rainertörl, kam lze vystoupit od chaty Neue Prager Hütte (2796 m) nebo od chaty Defreggerhaus (2963 m). Jedná se o jednoduchou ledovcovou túru.